# Tinodes dehadawate
Tinodes dehadawate is een schietmot uit de familie Psychomyiidae. De soort komt voor in het Afrotropisch gebied.